# Dermestes fasciventris
Dermestes fasciventris là một loài bọ cánh cứng trong họ Dermestidae. Loài này được Reitter miêu tả khoa học năm 1881.